# Schafgarben-Blütenspanner

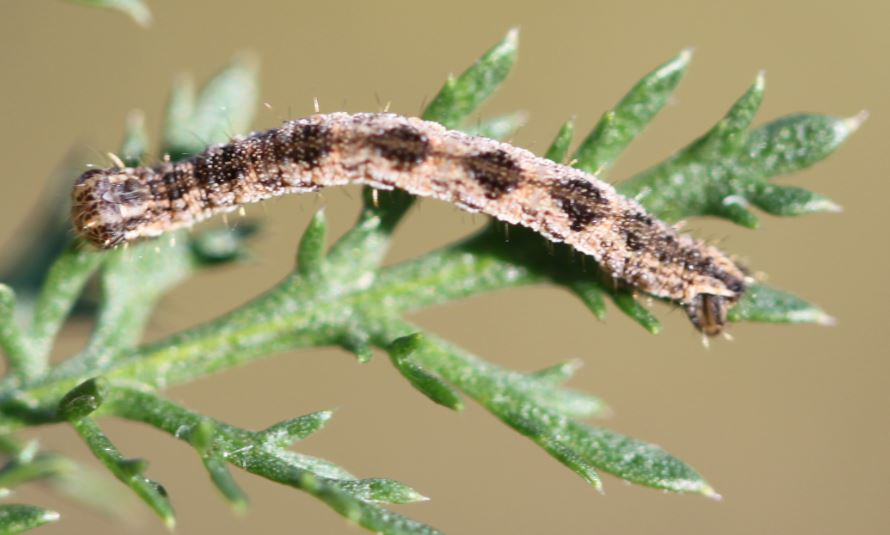
Raupe

Der Schafgarben-Blütenspanner (Eupithecia icterata), zuweilen auch als Gehölzstaudenflur-Blütenspanner bezeichnet, ist ein Schmetterling (Nachtfalter) aus der Familie der Spanner (Geometridae).

## Merkmale

### Falter
Die Flügelspannweite der Falter beträgt 20 bis 25 Millimeter. Sie treten in zwei Farbvarianten auf. Bei der f. subfulvata ist die Grundfarbe der Vorderflügel hellgrau bis bleigrau und zeigt vom Hinterrand aufwärts ein deutliches orange bis rötlich gefärbtes, dreieckiges Feld, das jedoch den Vorderrand nicht erreicht. In der Mitte hebt sich ein schwarzer Fleck ab. Die rötlichen Zeichnungselemente sind bei der f. cognata undeutlich marmoriert, mit Grautönen vermischt oder fehlen ganz. Einige helle, schwarz gesäumte Wellenlinien heben sich leicht ab. Die Hinterflügel beider Formen sind geringfügig heller als die Vorderflügel und zeigen einen kleinen schwarzen Mittelfleck.

### Ei
Das Ei hat zunächst eine weißliche Farbe und nimmt später gelbliche Tönungen an. Es hat eine ovale Form und zeigt an der Schalenskulptur Vertiefungen, die mit Leisten eingefasst sind.

### Raupe
Erwachsene Raupen sind schlank und violettgrau bis braun gefärbt. Auf dem Rücken befindet sich eine dunkle rautenförmige Zeichnung. Die Seitenstreifen sind weißlich.

### Puppe
Die rostrote Puppe hat in der Mitte zwei große sowie auf jeder Seite drei kleineren Hakenborsten am Kremaster.

### Ähnliche Arten
Der Trockenrasen-Schafgarben-Blütenspanner (Eupithecia millefoliata) ähnelt der f. cognata, ist in der Regel aber blasser gefärbt und zeigt einen kleineren Mittelfleck auf den Vorderflügeln. Zur Vermeidung von Fehlern bei der Bestimmung ist jedoch eine genitalmorphologische Untersuchung anzuraten.
Die Raupen von Eupithecia icterata sind von denjenigen des Beifuß-Blütenspanners (Eupithecia succenturiata) praktisch nicht zu unterscheiden.

## Geographische Verbreitung und Vorkommen
Der Schafgarben-Blütenspanner kommt in weiten Teilen Europas vor, fehlt jedoch in Portugal, im nördlichsten Teil Fennoskandinaviens, sowie auf Island und auf einigen Mittelmeerinseln. In der  Sierra Nevada steigt er bis auf eine Höhe von 3000 Metern. In Asien ist er in der Türkei, dem Kaukasus, dem Iran, in Kasachstan sowie in Westsibirien bis zum Altai anzutreffen. Außerdem gibt es ein Vorkommen im Atlasgebirge in Nordafrika. Die Art bevorzugt trockene Bergwiesen, Waldränder und Parkanlagen.

## Lebensweise
Die Falter sind überwiegend nachtaktiv und fliegen in einer Generation von Juni bis September. Gelegentlich saugen sie an Blüten, beispielsweise an Wasserdost (Eupatorium). Sie erscheinen gerne an künstlichen Lichtquellen. Die Raupen leben im September und Oktober. Sie ernähren sich von den Blüten, Blättern und Früchten der Gemeinen Schafgarbe (Achillea millefolium) und sind zuweilen auch  an Rainfarn (Tanacetum vulgare) oder Beifuß (Artemisia vulgaris) zu finden. Die Puppen überwintern.

## Gefährdung
In Deutschland kommt der Schafgarben-Blütenspanner in allen Bundesländern vor und wird auf der Roten Liste gefährdeter Arten als „nicht gefährdet“ geführt.